# Dopravný podnik Bratislava

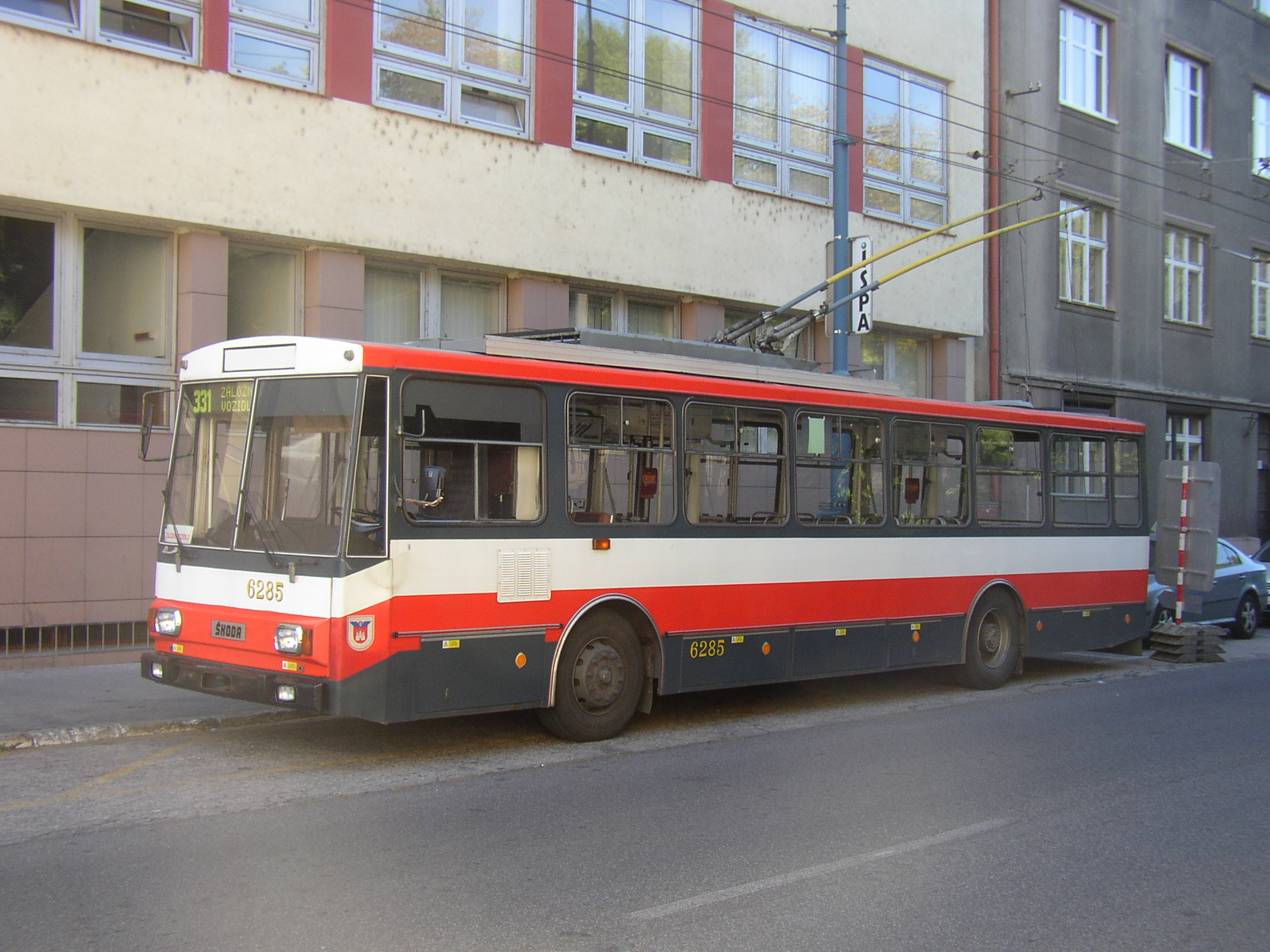
Bratislava: filobus Škoda 14Tr n. 6285 sulla linea 331

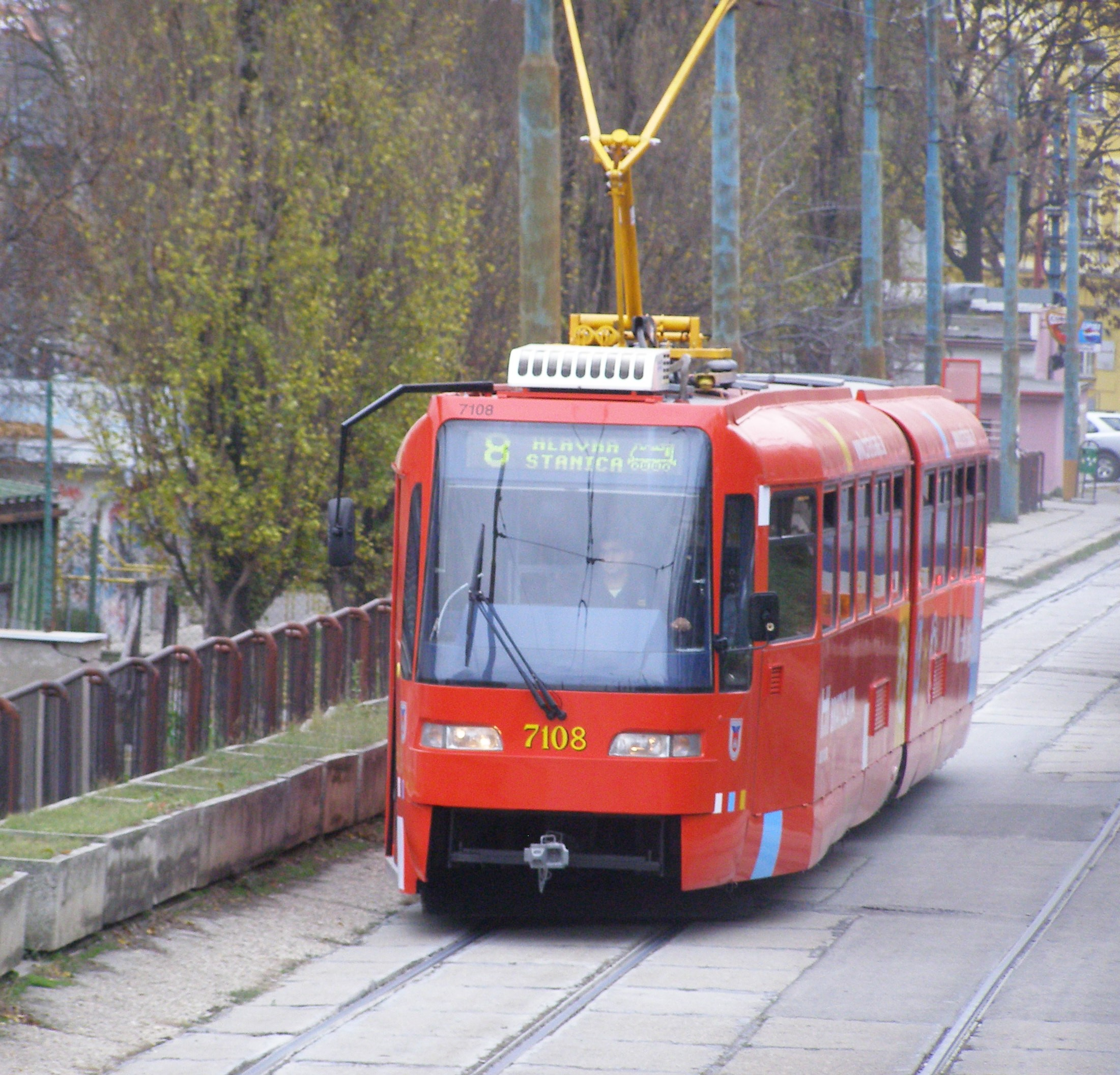
Bratislava: tram snodato Tatra K2 rimodernato n. 7108 sulla linea 8

La Dopravný podnik Bratislava akciová spoločnosť (in italiano: Compagnia dei trasporti pubblici di Bratislava; DPB as) è l'azienda che svolge il servizio di trasporto pubblico a Bratislava, capitale della Slovacchia.

## Esercizio
Il DPB dispone delle seguenti tipologie di mezzi pubblici:
- autobus, molto diffusi nei percorsi suburbani
- filobus, reintrodotti dal 1941 ed oggi operativi in oltre 10 linee.
- tram, a trazione elettrica, immessi in servizio nel 1895 e presenti in 13 linee (rete di 37 km).

## Parco mezzi

### Autobus e Autosnodati
Sono a marchio Ikarus (modelli 280, 283, 412, 415, 435), Karosa (modelli B731, B732, B741), Mercedes-Benz (Sprinter 416) Solaris (Urbino GNC), SOR NB 18 e TAM (modelli 232 A, 116 M, 260 A 180 M, 272A 180 M).

### Filobus e Filosnodati
Sono di produzione Škoda:
- Škoda 14Tr, in parte rimodernati (Škoda 14TrM)
- Škoda 15Tr e Škoda 15TrM
- Škoda 21Tr
- Škoda 25Tr

### Tram e Tram snodati
Sono di costruzione Tatra-ČKD (modelli K2 e T3 in parte rimodernati, T6A5).